# 长硫磺蝉
长硫磺蝉（学名：Sulphogaeana dolicha），一种分布于中国云南省及越南等地的昆虫，是蝉科斑蝉族硫磺蝉属的一种，模式产地为中国云南文山州老君林场。

## 形态特征
正模标本为雄虫，体长39毫米。身体黑色，呈长筒形，被黑色绒毛。生殖器钩状突很长，大于尾节长度的1/2。